# 聖母訪問会 (1610年創立)
聖母訪問会（せいぼ ほうもんかい、仏: Ordre de la Visitation）はカトリック教会の女子修道会。

## 沿革
1610年、ジュネーヴ司教（カトリック教会の聖職者の階級の一つ）フランシスコ・サレジオと貴族夫人のジャンヌ・ド・シャンタルによってフランス南東部サヴォワ（サヴォイア）のアヌシーで創設された。名称は聖母マリアのエリザベト訪問（新約聖書ルカ福音書第1章39節－56節）の故事にちなむ。
当初はその名のとおり病人や貧しい家庭への訪問を目的にしていたが当時、教会法で修道者の外出が固く禁じられていたため、観想修道会に転向した。その後、この修道会からイエス・キリストの聖心の啓示を受けたマルグリット・マリー・アラコクをはじめ、リジューのテレーズの姉レオニー・マルタン（修道名：フランソワーズ・テレーズ）や、スペイン内戦下の殉教者らを輩出した。フランスをはじめヨーロッパ、アメリカ、アフリカの各地や韓国に広がっている。なお、日本にある「聖母訪問会」はアメリカで創立された同名別会でありこの修道会とは無関係である。